# Fernando Checa Cremades
Fernando Checa Cremades (Madrid, 1952) és un historiador de l'art i professional en diversos àmbits de la museografia espanyola. És especialista en pintura barroca del segle xvii i en les relacions entre la monarquia hispànica i l'art.

## Biografia
Va estudiar filosofia i lletres i dret a la Universidad Complutense de Madrid. Es va doctorar l'any 1981, però des de 1976 que exerceix com a professor a la mateixa universitat. L'any 1993 li fou atorgat el Premio Nacional de Historia de España, com a reconeixement per la seva trajectòria com a historiador de l'art espanyol, visible gràcies a publicacions clau en la disciplina, com Pintura y escultura del renacimiento en España (1983), Carlos V y la imagen del héroe en el renacimiento (1987), La imagen impresa en el renacimiento y el manierismo (1a part del volum XXXI de la col·lecció «Summa Artis», 1987), Felipe II, mecenas de las artes (1992), Tiziano y la monarquía hispánica. Usos y funciones de la pintura veneciana en España. Siglos XVI y XVII (1994), Las maravillas de Felipe II (1998), Carlos V. La imagen del poder en el renacimiento (2000) y El emperador Carlos V, a caballo, en Mühlberg, de Tiziano (2002). Arran dels seus estudis de l'art espanyol durant la monarquia dels Àustries, ha comissariat diverses exposicions que intenten contextualitzar el fenomen artístic en el marc històric i polític del moment.
L'any 1996, José María Luzón Nogué va dimitir com a director del Museo del Prado, i la nova ministra de Cultura, Esperanza Aguirre, va proposar a Checa com el seu substitut, i li fou encarregat el projecte d'ampliació de la institució. D'aquesta manera, s'emprengueren les obres de restauració del Casón del Buen Retiro i l'adscripció del claustre de San Jerónimo el Real al conjunt del Prado, portant-se a terme un important pla de reforma de la pinacoteca. A més, es van adquirir nombroses peces i es van continuar els treballs de restauració. L'any 2001, arran d'importants discrepàncies amb el president del patronat del Museu, Checa va renunciar al càrrec i fou substituït per Miguel Zugaza Miranda.
És doctor honoris causa per la Universitat Jaume I de Castelló (2015).